# Кидусово
Кидусово — село в Федотьевском сельском поселение Спасского района Рязанской области.

## География
Село расположено примерно в 35 км к северу от районного центра. Ближайшие населённые пункты — село Бельское к западу и деревня Велье-Родионовка к югу.

## История
Кидусово в качестве села, имеющего деревянную церковь Рождества Христова, впервые упоминается в 1620 году.
В 1905 году село относилось к Бельской волости Спасского уезда Рязанской губернии и имело 63 двора при численности населения 520 человек.

## Население
| 1859 | 1906 | 2010 |
| ---- | ---- | ---- |
| 262  | ↗520 | ↘33  |

## Транспорт и связь
Село обслуживает сельское отделение почтовой связи Бельское (индекс 391056).

## Известные уроженцы
Исаичкин, Пётр Петрович (1918 — 1993) - командир отделения Катюш, Герой Советского Союза.